# Youri Lotman
Youri Mikhailovitch Lotman, (en russe : Юрий Михайлович Лотман et en estonien : Juri Lotman), né le 28 février 1922 à Petrograd et mort le 28 octobre 1993 à Tartu en Estonie, est un sémioticien, philologue, spécialiste de la littérature et historien de la culture estonienne et spécialiste en slavistique.

## Biographie
Youri Lotman est né dans une famille de juifs intellectuels. Son père Mikhaïl Lotman était avocat et sa mère Aleksandra Lotman, après des études à la Sorbonne, devint dentiste à Petrograd en Russie. Sa sœur aînée, Inna Obraztsova, était diplômée du Conservatoire de Léningrad et est devenue une compositrice et professeure de théorie musicale ; sa sœur cadette, Victoria Lotman, était une cardiologue éminente et sa troisième sœur, Lidia Lotman, était une érudite de la littérature russe de la seconde moitié du XIXe siècle sur les membres de l'Institut de littérature russe de l'Académie russe des sciences (Maison de Pouchkine) (elle a vécu à Saint-Pétersbourg).
En 1939, il est admis comme étudiant en philologie à l'université d'État de Saint-Pétersbourg. Mobilisé dès 1940 en raison de la Seconde Guerre mondiale, il est démobilisé en 1945 et reprend ses études universitaires en 1946 ; il sort diplômé en 1950. En raison de l'antisémitisme ambiant, il ne peut postuler à un poste universitaire. Youri Lotman part pour l' Estonie et devient professeur de langue et littérature russes à l'université de Tartu. il deviendra le responsable en chef du département de la langue et civilisation russes de l'université.
Youri Lotman était membre de l'Académie estonienne des sciences. Il fut le fondateur de l'école de la sémiotique culturelle de l'école de Tartu-Moscou en 1964 et de sa revue Sign Systems Studies. Il est considéré comme un des premiers structuralistes soviétiques en raison de son essai sur la délimitation des concepts linguistiques et philologiques de la structure parue en 1963 et ses travaux sur la structure poétique.
En 1984, Youri Lotman est l'inventeur du terme « sémiosphère » désignant un aspect de la sémiotique.
Le nombre de ses travaux imprimées dépasse les 800 titres et son importante œuvre est conservée aux archives de l'université de Tallinn. Parmi ses nombreux ouvrages : Analyse du texte poétique ; Sémiologie du cinéma ; La structure du texte artistique ; L'Univers de l'esprit : une théorie sémiotique de la culture.
Youri Lotman se maria avec Zara Grigorievna Mints, une intellectuelle spécialisée dans la littérature russe et professeur à Tartu. Ils eurent trois fils :
- Mihhail Lotman (né en 1952), professeur de sémiotique et de théorie littéraire à l'université de Tallinn, membre du Parlement estonien (parti Res Publica) ;
- Grigori Lotman (né en 1953), artiste ;
- Aleksei Lotman (né en 1960), biologiste, député du parti des Verts d'Estonie (2007-2011).

## Publications
- Universe of The Mind. A Semiotic Theory of Culture, Londres, I.B. Tauris, 1990
- La Sémiosphère, Presses universitaires de Limoges, 1999.
- L'Explosion et la culture, Presses universitaires de Limoges, 2004.
- École de Tartu, Travaux sur les systèmes de signes, textes choisis et présentés par Y. M. Lotman et B. A. Ouspenski, traduits du russe par Anne Zouboff, Bruxelles, Complexe, 1976, 254 p.

## Distinctions et honneurs
En 1991, Youri Lotman reçoit le titre honorifique de docteur honoris causa de l'Université Paris-VIII-Vincennes-Saint-Denis.